# Vélez-Málaga
Vélez-Málaga è un comune spagnolo di 78 890 abitanti situato nella comunità autonoma dell'Andalusia.

## Monumenti e luoghi di interesse
- Palazzo del marchese di Beniel, costruito agli inizi del Seicento in stile manierista.